# Великополье (Минская область)
Великополье, также Великополе, Велькое Поле (бел. Велiкаполле; Велiкаполе, Велькае Поле) — деревня в Червенского района Минской области. Входит в состав Ляденского сельсовета.

## География
Располагается в 13 километрах к юго-востоку от райцентра, в 75 км от Минска, в 20 км от железнодорожной станции Гродзянка линии Гродзянка—Верейцы.

## История
В письменных источниках деревня впервые упоминается в XVIII веке, в этот период она относилась к имению Ивановск, принадлежавшему роду Шевичей. По данным Переписи населения Российской империи 1897 года входила в Юровичскую волость Игуменского уезда Минской губернии, состояла из 49 дворов, где проживали 342 человека. На начало XX века в деревне было 56 дворов, проживал 521 человек. В 1909 году здесь начало работу земское народное училище. На 1917 год относилась к Хуторской волости, здесь было 58 дворов и 504 жителя. После Октябрьской революции 1917 года на базе земского народного училища была создана рабочая школа 1-й ступени. На 1922 год в ней насчитывалось 62 ученика. С февраля по декабрь 1918 года деревня была оккупирована немецкими войсками, с августа 1919 по июль 1920 — польскими. 20 августа 1924 года вошла в состав вновь образованного Колодежского сельсовета Червенского района Минского округа (с 20 февраля 1938 — Минской области). Согласно переписи населения СССР 1926 года насчитывалось 79 дворов, проживали 472 человека. Во время Великой Отечественной войны деревня была оккупирована немецко-фашистскими захватчиками в июле 1941 года. В её окрестностях действовали партизаны бригады «Красное Знамя». 17 великопольцев погибли на фронтах. Освобождена в июле 1944 года. По состоянию на 1960 год входила в состав Колодежского сельсовета, позднее передана в Ляденский сельсовет, её население составляло 233 жителя. В 1971 году в память о погибших на войне сельчанах в деревне был установлен памятник-обелиск. На 1997 год здесь насчитывалось 101 домохозяйство и 311 жителей, в то время здесь функционировали центральная усадьба колхоза «Передовик», животноводческая ферма, мастерские по ремонту сельскохозяйственной техники, средняя школа, детские ясли-сад, клуб, библиотека, магазин, фельдшерско-акушерский пункт, ветеринарный пункт, комплексный приёмный пункт бытового обслуживания населения, отделение связи.

## Инфраструктура
Градобразующим предприятием деревни является филиал «Сельскохозяйственный комплекс «Великополье» государственного предприятия «Минсктранс», образованный путём присоединения сельскохозяйственного кооператива «Великополье» к государственному предприятию «Минсктранс» в 2004 году. На балансе предприятия находятся молочно-товарный комплекс на 430 дойных коров, две молочно-товарные фермы в Великополье и Дубниках, а также ремонтные мастерские, складские помещения и АЗС. Организация специализируется на молочном скотоводстве, а также на выращивании зерновых, зернобобовых, рапса, пищевой и силосной кукурузы и производстве травяных кормов. Предприятию принадлежит 3544 гектара сельскохозяйственной земли, из них 2818 гектаров заняты пашней. Поголовье крупного рогатого скота составляет 1953 головы, из них 720 — коровы. На балансе предприятия находятся 19 тракторов, включая 4 энергонасыщенных, 5 зерноуборочных комбайнов, 3 кормоуборочных комбайна, 7 грузовиков, 2 грузопассажирских и 3 пассажирских автобуса. Численность сотрудников филиала составляет 115 человек. На 2013 год здесь также работает магазин.

## Население
- 1897 — 49 дворов, 342 жителя
- начало XX века — 56 дворов, 521 житель
- 1917 — 58 дворов, 504 жителя
- 1926 — 79 дворов, 472 жителя
- 1960 — 233 жителя
- 1997 — 101 двор, 311 жителей
- 2013 — 78 дворов, 169 жителей

## Известные уроженцы
- Тарасик, Владимир Петрович — белорусский строитель.